# Чжан Байсі

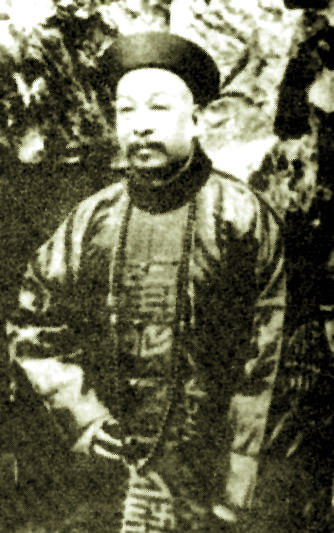
Чжан Байсі в офіційному одязі

Чжан Байсі (張百熙 Zhāng Bǎixī, 1848 - 1907, цзіньши 1874) - чиновник династії Цін, академік Ханьлінь. Відомий як автор першої освітньої системи нового зразку, яка заступила на зміну 1300-літній державній традиції імперських іспитів.
Чжан Байсі брав участь у цінсько-японській війні 1894-95 років, дотримуваався реформістських поглядів. Рекомендував до двору Кан Ювея (1858-1927), але суттєво не постраждав після провалу "Ста днів реформ" 1898 року. Після Боксерського повстання (1898-1901) став довіренним імператрици Ци Сі. Вважається батьком перших китайських ВУЗів.
Програма нової освітньої системи була побудована за японським зразком, із допомогою Ву Жулуня 吴汝纶, Шеня Чжаочжи 沈兆祉 та інших. Стверджена у 1902 році, але не була імплементована цілком. Згідно традиційному календарю ця розробка отримала назву Женьїнь 壬寅. 
Наступний етап відбувся наступного року, за участю Чжана Чжидуна та Жуна Ціна 荣庆 (1859-1917). Програма отримала назву Ґуймао 癸卯, була втілена. Як наслідок, Чжан Байсі отримав посаду ректора першого імперського педагогічного інституту нового зразку, який натепер є Пекінським педагогічним інститутом (первісна назва 北京师大学堂).
1. ↑  Artnet — 1998.
2. 1 2 3  China Biographical Database